# 卡樂星

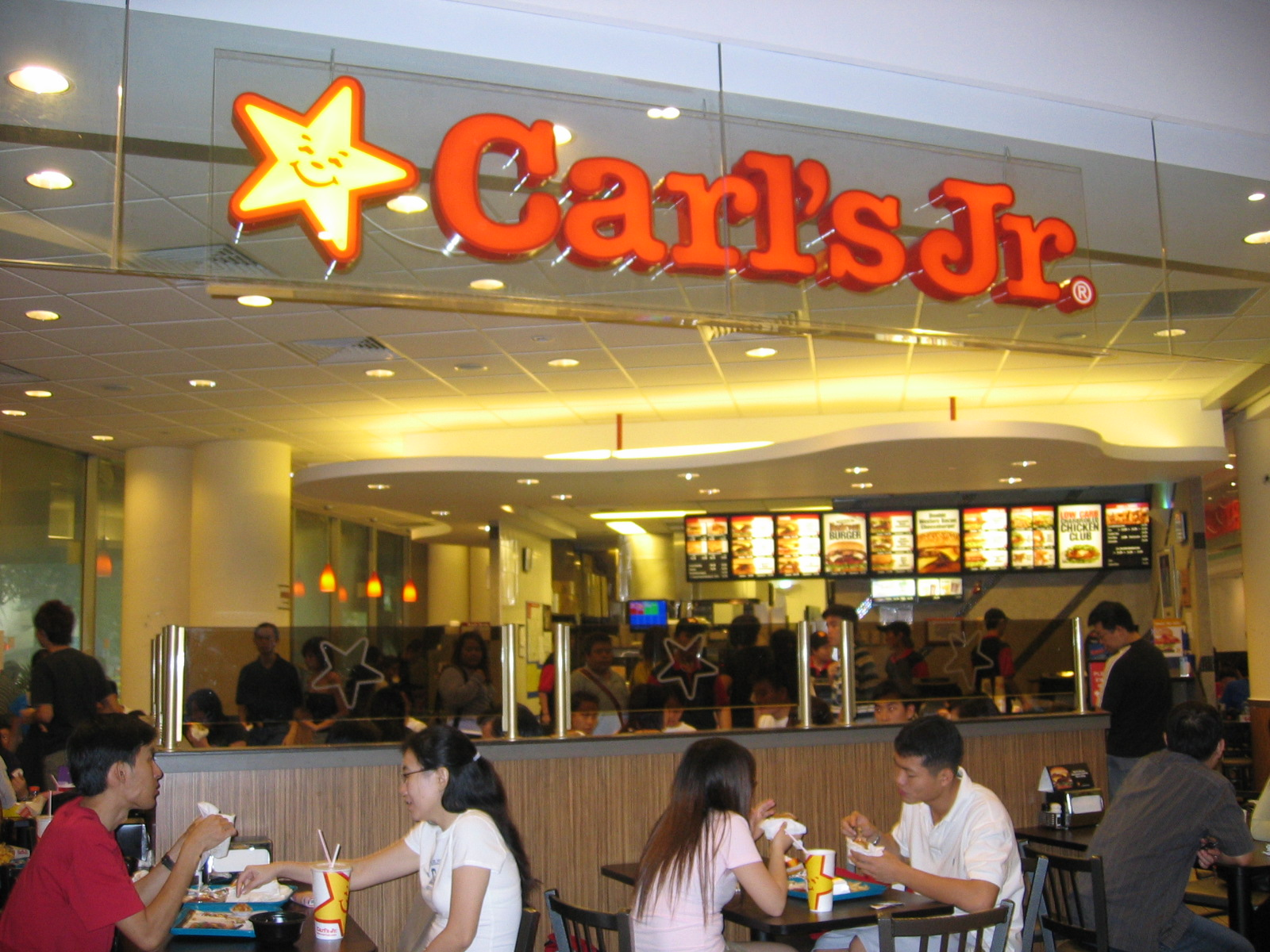
新加坡店

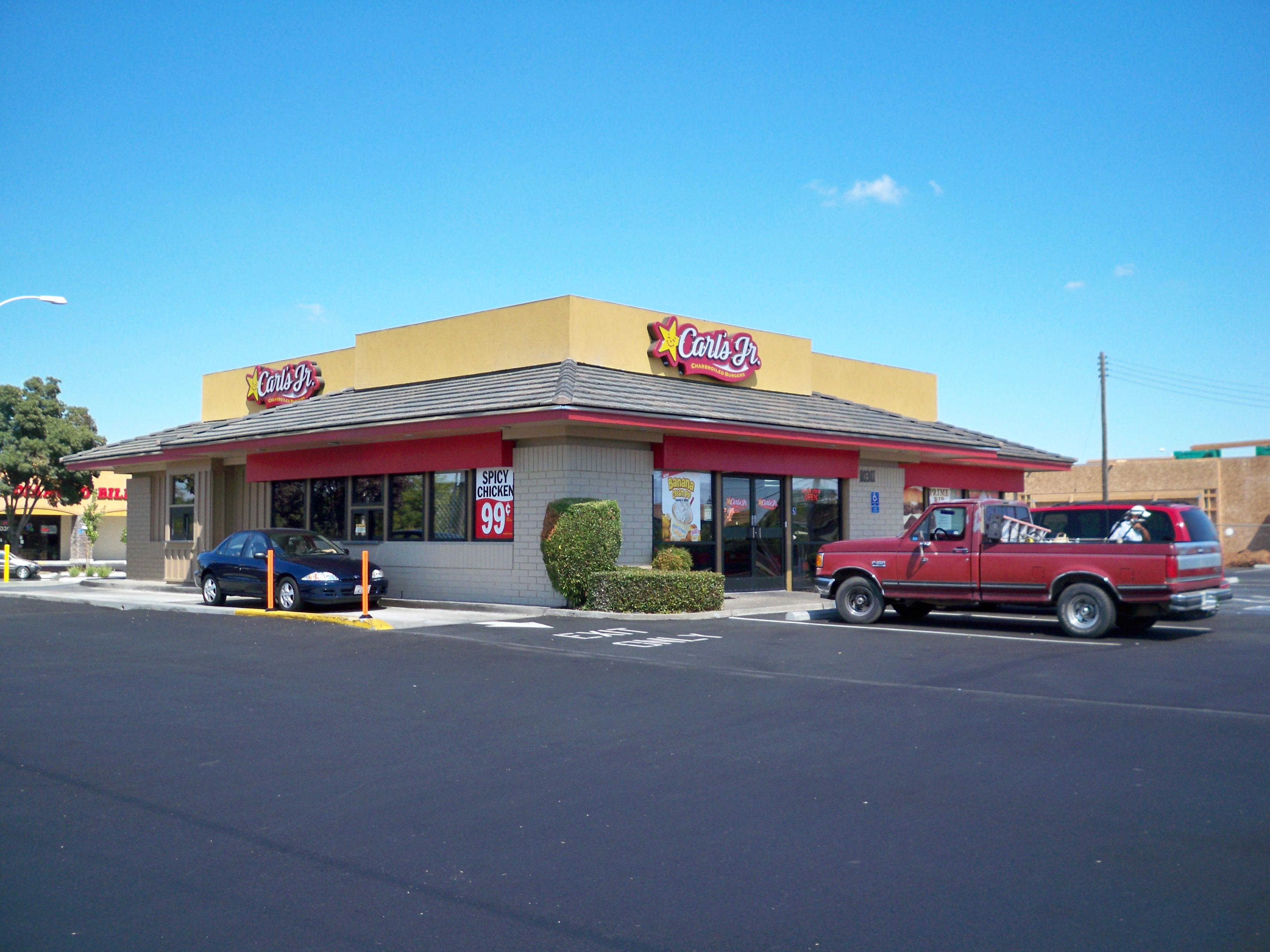
加州一間分店

卡樂星（Carl's Jr.）是一家設在美國的快餐連鎖餐廳，在美國西部和美國西南部各州營運。截至2015年，該餐廳已在多個國家營運。卡樂星於1941年成立，母公司 CKE Restaurants公司 於1997年收購了哈迪斯連鎖速食店，兩家店正在逐漸合併。
卡樂星廣告以邀請知名女星用性感姿勢吃漢堡，因此有「性感漢堡」之稱。2017年，由於擴展顧客群和爭議的關係，性感廣告被廢除。卡樂星於2009年進軍中國市場；同年也曾傳出進軍台灣市場，但後來不了了之；2016年3月重返日本並在秋葉原開設首家分店(1989-1997年曾於大阪共開設6家分店)。香港也曾有，在杏花邨。

## 歷史
1941年美國人Carl Karcher夫婦於洛杉磯開設熱狗檔起家。至1945年於加州安納罕設第一家餐廳，一年後（1946年）售賣店內第一個漢堡包。
1956年開設第一家分店於加州布雷亞；1966年註冊為有限公司；1979年於拉斯維加斯開設分店，為第一家門店設於加州以外。到1980年，集團員工數目達一萬人，擁有300家分店。
1981年成為上市公司，於紐約證券市場掛牌。但於1988年，Carl Karcher家族被證券交易委員會控告進行內幕交易，最後以50萬美元罰款了事。 
1991年進軍墨西哥市場，於當地開設首家門店。
2000年，於新加坡開設門店。
2008年創辦人Carl Karcher病逝。
2009年进军中国市场，起初计划在几年内开店百家，但在十多年间仅仅开设了十多家分店，且期间份额不断萎缩，于2022年11月底宣布关闭最后一家在上海的直营门店，官方称未来几年也没有开店计划，属于几乎退出了中国市场，但仍剩下上海的两家机场门店和青岛的一家机场门店在继续运营，这三家特许经营门店不受影响。
2011年於加拿大開設第一家門店。
2016年進軍澳大利亞，首家門店設於中海岸。

## 分布國家

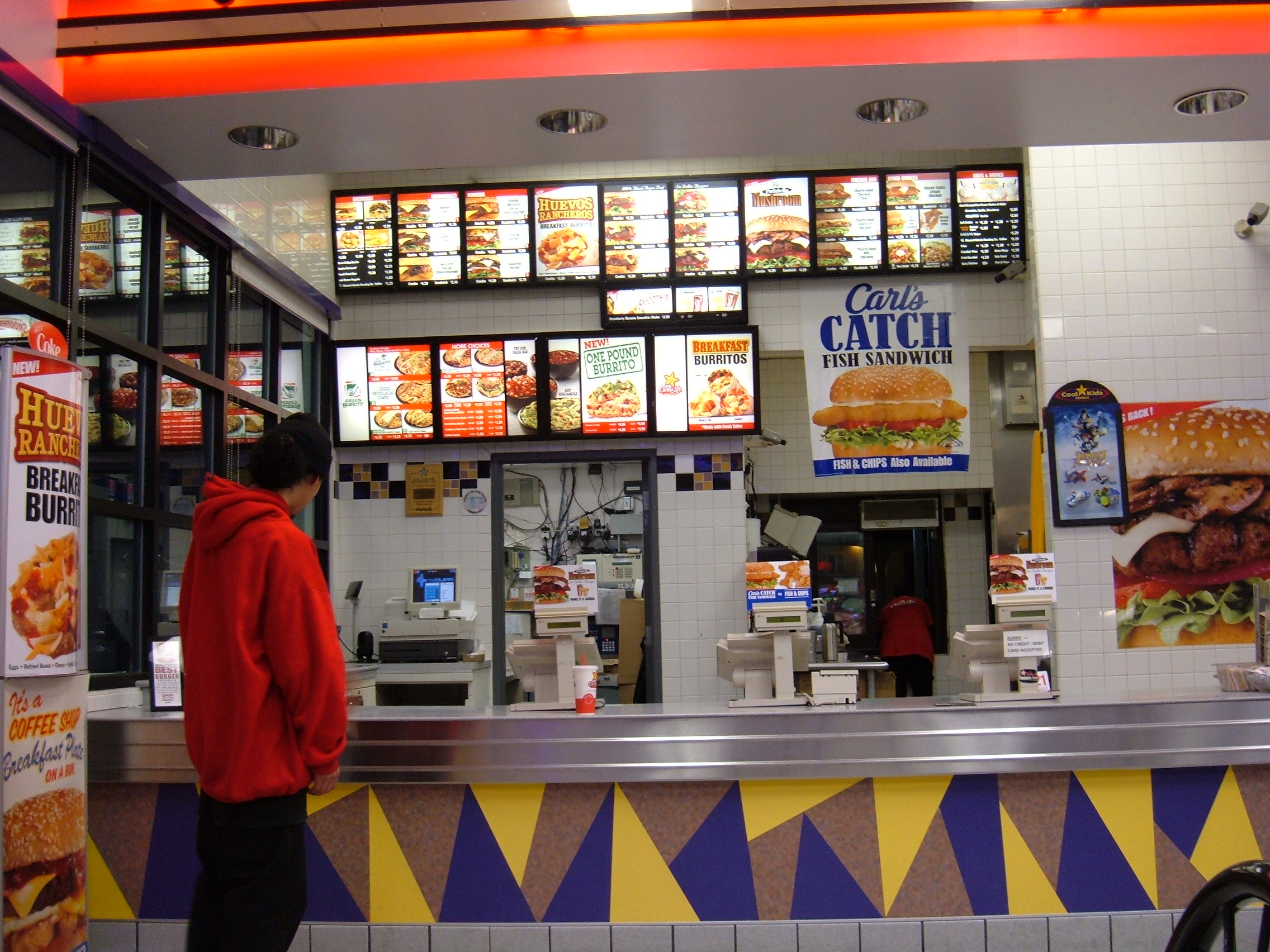
一家卡樂星餐廳在雅加達

| - 新西兰 - 巴哈马 - 巴西 - 美国 - 加拿大 - 中华人民共和国 - 哥伦比亚 - 印度 - 印度尼西亞 - 日本 | - 马来西亚 - 墨西哥 - 巴拿马 - 俄羅斯 - 新加坡 - 泰國 - 越南 - 土耳其 - 波多黎各 - 丹麦 - 西班牙 - 柬埔寨 |

## 外部連結
- 卡樂星美國官方網站 （页面存档备份，存于）
- 卡樂星日本官方網站 （页面存档备份，存于）
- 卡樂星中國官方網站 （页面存档备份，存于）
- 卡樂星新加坡官方網站 （页面存档备份，存于）